# マテウシュ・ヴィテスカ
マテウシュ・ヴィテスカ（ポーランド語: Mateusz Wieteska、1997年2月11日 - ）は、ポーランド・ワルシャワ出身のサッカー選手。セリエA・カリアリ所属。ポーランド代表。ポジションはDF。

## 経歴

### クラブ
2014年にレギア・ワルシャワでプロデビュー。国内下部リーグのクラブへのレンタル移籍を経て2017年7月7日、グールニク・ザブジェに移籍した。
2018年6月14日、古巣レギア・ワルシャワに復帰し、4シーズンクラブに在籍した。
2022年7月25日、4年契約でリーグ・アンのクレルモンに移籍した。
2023年8月29日、カリアリに移籍した。

### 代表
2011年からポーランドの各世代別代表を経験し、2022年6月14日、UEFAネーションズリーグのベルギー代表戦にてポーランド代表デビューを果たした。

## 代表歴

### 出場大会
- ポーランド代表
  - 2022 FIFAワールドカップ

### 試合数
- 国際Aマッチ 4試合 0得点（2022年-）[6]

| ポーランド代表 | 国際Aマッチ | 国際Aマッチ |
| 年             | 出場        | 得点        |
| -------------- | ----------- | ----------- |
| 2022           | 2           | 0           |
| 2023           | 2           | 0           |
| 2024           |             |             |
| 通算           | 4           | 0           |

## タイトル
レギア・ワルシャワ
- エクストラクラサ: 2016-17, 2019-20, 2020-21